# Марія Франциска Біа
Марія Франциска Біа (нід. Maria Francisca Bia; 9 вересня 1809, Амстердам — 13 липня 1889, Амстердам) — голландська оперна співачка, балерина, акторка, що виступала під сценічним псевдонімом — Mimi.

## Життєпис
Марія Франціска Біа народилася в Амстердамі 9 вересня 1809 року в сім'ї, де вона була другою дитиною після сестри Маргарити Розіни Генрієтта (нід. Margaretha Rosina Henriëtta) та молодшого брата — Олександра Ламберта (нід. Alexander Lambert). Їхні батьки були відомими танцюристами в балетній трупі Амстердама. З ранніх років Марія відвідувала театри та навчалася балетним рухам. Її виступи привернули увагу таких відомих діячів мистецтва, як балерина Поллі Каннінгем та Йоганна Вать'єр, що взяли під опіку Марію. Під керівництвом останньої у десятирічному віці Біа отримала головну роль царя Йоаса в трагедії «Athalia» за сценарієм ван Расина. На додаток до уроків від колег по сцені та старших наставників у 1820 році Марія потрапила на навчання до «Товариста красномовства та риторики» (нід. Genootschap voor Uiterlijke Welsprekendheid). В чотирнадцяти річному віці Біа розпочала виступи у якості сопрано співачки. Вона стала першою в Нідерландах, хто зіграв роль Розіні в опері Джоаккіно Россіні «Севільський цирульник», а також Фанелли в опері «Німа з Портічі» Даніеля Обера. У 1824 році з нагоди п'ятдесятої річниці амстердамського театру вона отримала запрошення взяти участь у фестивалі — «Het templefeest». У 1828 році Біа взяла шлюб з Рейнером Енгельманом (нід. Reinier Engelman), котрого знала ще з початку виступів у трупі амстердамського театру. У цьому шлюбі були народжені четверо доньок, двоє з яких померли у підлітковому віці. У 1839 році Енгельман став директором театру в місті Леуварден. Відсутні відомості чи Віа переїхала разом з дітьми на нове місце, але достовірно відомо, що вже в 1841 році Енгельман разом з декількома приватними особами орендували театр в Амстердамі. Завдяки сімейним зв'язкам Біа завжди мала право першою обирати ролі, що були їй до вподоби. Це породжувало конфлікти всередині трупи, що закінчилися сваркою з відомими актрисами Якобою Марією Майофскі та Крістіною Елізабет да Сілва, які після цього залишили театр. Пам'ятаючи свій особистий досвід та користуючись змогою Біа змалку привчала своїх доньок до виступів на сцені і з часом, одна з них (Вільгельміна), досягла визнання. Тим часом кар'єра самої Марії йшла вгору. Вона успішно гастролювала не тільки в Нідерландах, а й закордоном (наприклад, в Парижі у 1842 році). Двічі їй пропонували спробувати себе в новому амплуа і зіграти комічні ролі, але вона відмовлялася і продовжувала виконувати драматичні. Близько 1843 р.оку здоров'я її чоловіка погіршилося і після тривалої хвоорби він помер 22 вересня 1845 року. У 1859 році Біа завершила виступи на сцені театру в Амстердамі та переїхала до Роттердаму, щоб приєднатися до трупи Яна Едуарда де Вріса (нід. Jan Eduard de Vries), а в 1865 році вони одружилися. В 1967 році пара переїхала до Амстердаму, де Ян Едуард де Вріс отримав посаду директора театру «Paleis voor Volksvlijt». Крім того він керував власним театром в Утрехті. Марія Франціска Біа померла в Амстердамі у віці 79 років. Її останки були поховані на кладовищі «Oosterbegraafplaats» під пам'ятником її другого чоловіка.